# Вулиця Ілька Борщака (Херсон)
Вулиця Ілька Борщака  (колишні назви - 4-а вулиця Форштадська, потім вулиця Артема) — вулиця, що розташована в Центральному районі Херсона, бере свій початок від вулиці Йосипа Пачоського та закінчується, впираючись у вулицю Гетьмана Сагайдачного.
Первинна назва — 4-а вулиця Форштадська. Час першого перейменування невідомий, але судячи з нової назви — явно в період після Жовтневого перевороту. За радянських часів була названа на честь радянського політичного діяча, Федора Сергєєва, відомого як «товариш Артем». У 2016 році перейменована на честь українського літературознавця Ілька Борщака.
Довжина вулиці становить 450 м.